# 安德斯·莫恩
安德斯·莫恩（挪威語：Anders Moen，1887年10月1日—1966年7月5日），生于斯唐厄，挪威男子体操运动员。他曾获得1908年夏季奥运会体操比赛男子团体全能银牌。他于1966年在謝斯莫去世。